# Palazzo del Governatore (Rodi)
Il palazzo del Governatore (in greco Διοικητήριο Ρόδου?), che ha ospitato dal 1948 al 2011 la prefettura del Dodecaneso (νομαρχία Δωδεκανήσου), fu la sede a Rodi dei governatori delle Isole italiane dell'Egeo, possedimento coloniale del Regno d'Italia.

## Descrizione
Il palazzo, che si affaccia da un lato sul Porto del Mandraccio e dall'altro sul Foro Italico, venne costruito nel 1926-1927 su progetto dell'architetto Florestano Di Fausto, riprendendo lo stile gotico del Palazzo Ducale di Venezia.
È una costruzione in pietra bianca e rossa di Lindo; i lampadari sono in Murano ed i pavimenti in maiolica. All'interno, nel salone dei ricevimenti, era presente un ritratto di Vittorio Emanuele III in abito di cavaliere di San Giovanni, opera del pittore C. Cane. Dalle finestre e dalle terrazze si vede da un lato il Foro Italico e dall'altro la costa dell'Anatolia.

## Edifici contigui
Furono tutti realizzati su progetto dell'architetto Florestano Di Fausto: al piano terra la sede della Banca d'Italia, di fianco la chiesa dell'Annunciazione copia della distrutta chiesa nei pressi del Palazzo del Gran Maestro ed in origine dedicata a san Giovanni Battista, costruita nel 1925, e, infine, al di là del palazzo del Governatore, la palazzina del Comando Marina, dalle forme originali.